# هوبير فين
هوبير فين (بالإنجليزية: Hubert Finn)‏ هو لاعب دوري الرغبي أسترالي، ولد في 21 ديسمبر 1900 في Canowindra ‏ في أستراليا، وتوفي في 1952 في Dover Heights ‏ في أستراليا.